# Russistik
Unter Russistik wird die wissenschaftliche Forschung der russischen Sprache und russischen Literatur verstanden (auch: russische Philologie genannt) sowie im weiteren Sinne auch die modernen Kulturwissenschaften, die sich mit der russischen Nation, der Geschichte Russlands und Landeskunde beschäftigen. Die Russistik ist neben der West- und Südslawistik ein Teilgebiet der Slawistik. Mit 163,8 Mio. Muttersprachlern und 114 Mio. Zweitsprachlern ist die russische Sprache eine der meist gesprochenen Sprachen der Welt.

## Aufgabenfelder
Russisten und Russistinnen erforschen die Sprache aus linguistischer Sicht, beschäftigen sich mit der Kultur und Literatur Russlands sowie historischen Ereignissen und deren Auswirkungen auf die Gegenwart. Sie setzen ihre Erkenntnisse und Fertigkeiten des interkulturellen Verständnisses ein, um kulturelle und wirtschaftliche Beziehungen zwischen Russland und anderen Ländern auf- und auszubauen.

## Ausbildung
Russistik kann man an verschiedenen Universitäten studieren. Das Fach wird häufig als Schwerpunkt innerhalb von Studiengängen der Slawistik oder Ostslawistik angeboten, kann aber auch als eigenes Fach im Rahmen eines Zwei-Fach-Bachelors absolviert werden. Daneben kann Russistik bzw. Russisch auch als Nebenfach in anderen Bachelorstudiengängen sowie im Rahmen von Lehramtsstudiengängen studiert werden.
Russistik kann als Schwerpunkt, z. B. in folgenden Studiengängen gewählt werden:
- Slawische Kulturwissenschaft
- Slawische Literaturwissenschaft
- Slawische Philologie
- Slawische Sprachen Literaturen und Translation
- Slawische Sprachwissenschaft
- Slawistik (Schreibweise auch: Slavistik)
- Ostslawistik

## Berufsperspektiven
Russland zählt zu den wichtigsten Ländern der Erde, sowohl in wirtschaftlicher, militärischer als auch kultureller Hinsicht. Arbeitsplätze finden Russisten und Russistinnen in Forschung und Lehre an Hochschulen und in Forschungsinstituten, in Verlagen, in Bibliotheken und Archiven, bei Radio- und Fernsehsendern, in der Erwachsenenbildung oder bei Übersetzungsdiensten. Darüber hinaus bieten sich weitere Beschäftigungsmöglichkeiten bei Reiseveranstaltern, in der öffentlichen Verwaltung oder in der Unternehmensberatung. 